# Javier de Isusi
Javier de Isusi García es un historietista e ilustrador español, nacido en Bilbao (Vizcaya) en 1972.

## Biografía
Durante su infancia, fue un voraz lector de los tebeos de editorial Bruguera y de series franco-belgas como Asterix, Tintín, Blueberry y ya en la adolescencia, de los cómics de superhéroes.
Entre 1989 y 1990, mientras estudiaba Arquitectura en San Sebastián, descubrió la obra de Manara, Moebius y sobre todo Loisel, planteándose por primera vez las posibilidades de la historieta como un medio adulto.
Cuando acabó la carrera, la ejerció durante un tiempo en un estudio de arquitectura, antes de emprender un viaje de un año de duración que le llevaría por gran parte de Latinoamérica, pasando tres meses en México (donde trabajó como observador internacional en La Realidad, Chiapas) y bajando luego por tierra hasta llegar a Buenos Aires y finalmente Brasil.
Tras el viaje y habiendo decidido dedicarse de lleno a hacer historietas, se empapa de cómic latinoamericano. Ya en 2003, junto con el guionista argentino Luciano Saracino, consiguió quedar finalista en el I Concurso Europeo de Álbum de Cómic promovido por Glénat. Se inscribió también en la Asociación de Ilustradores Vascos.
En 2004 empieza a publicar la tetralogía Los viajes de Juan Sin Tierra, donde narra, en blanco y negro y con claras reminiscencias de Corto Maltés, la búsqueda que Vasco, su protagonista, emprende en pos de su amigo Juan, desaparecido años atrás en tierras latinoamericanas. Sería precisamente en la presentación del primer álbum de la serie (La pipa de Marcos) donde conocería a su mujer Leticia.
En 2007, otra vez con Luciano Saracino, coguioniza la obra colectiva Historias del olvido, editada por Dolmen Editorial y en la que participan los dibujantes David Rubín, David Lafuente, Paco Roca, Infame&Co., Danimaiz, Manu Ortega, Alex Orbe, Abril Barrado, Raquel Alzate y Leticia Ruifernández. Es padre también de tres niños: Ibai, Marina y Leire.
En 2008, participa en el discolibro Mentiroso mentiroso (Warner) de Iván Ferreiro, adaptando al cómic una de las canciones.

## Obra
| Fecha | Título                                                           | Publicación                        |
| ----- | ---------------------------------------------------------------- | ---------------------------------- |
| 2004  | Los viajes de Juan Sin Tierra 1 – La pipa de Marcos              | Astiberri Ediciones                |
| 2007  | Los viajes de Juan Sin Tierra 2 – La isla de Nunca Jamás         | Astiberri Ediciones                |
| 2008  | Los viajes de Juan Sin Tierra 3 – Río Loco                       | Astiberri Ediciones                |
| 2010  | Los viajes de Juan Sin Tierra 4 – En la tierra de los Sin Tierra | Astiberri Ediciones                |
| 2012  | Ometepe (Guion de Luciano Saracino)                              | Astiberri Ediciones                |
| 2015  | He visto ballenas                                                | Astiberri Ediciones                |
| 2017  | Asylum                                                           | Astiberri Ediciones y CEAR-Euskadi |
| 2019  | La divina comedia de Oscar Wilde                                 | Astiberri Ediciones                |
| 2020  | Transparentes. Historias del exilio colombiano                   | Astiberri Ediciones                |
| 2021  | El mar recordará nuestros nombres                                | Planeta Cómic                      |
| 2024  | Todas las mañanas                                                | Astiberri Ediciones y FICE Spain   |